# Aquarium de Vannes
L'aquarium de Vannes ou aquarium du golfe du Morbihan est un ancien aquarium privé, ouvert au public, situé dans la ville de Vannes dans le département du Morbihan en Bretagne, ouvert de 1984 à 2020. Il a accueilli 5 millions de visiteurs au cours de ses 36 années de fonctionnement.
Fermé au public en 2020, le bâtiment est démoli en octobre 2024.

## Localisation
L'aquarium océanique et tropical était localisé au sud-ouest de la ville dans le parc d'activité du Golfe. 

## Présentation
Il regroupait plusieurs bassins autour de nombreux thèmes :
- les mers froides : le golfe du Morbihan, l'océan Atlantique et la mer Méditerranée ;
- les mers chaudes et tropicales ;
- les eaux douces chaudes : fleuves chauds d’Amérique latine ou d’Amazonie.

L'aquarium menait une mission de sauvegarde de la faune du golfe du Morbihan. Il présentait notamment deux espèces menacées du golfe :
- l'hippocampe,
- la seiche.

## Animaux
L'aquarium accueillait un Crocodile du Nil trouvé dans les égouts de Paris, sous le Pont Neuf, en 1984. Mesurant moins d'un mètre à l'époque, Eleanor est une femelle qui mesure 3 mètres à l'âge adulte pour un poids dépassant les 250 kilos. Son habitat rappelle singulièrement les égouts où elle a vécu avant d'être retrouvée par des égoutiers et capturée par les pompiers de Paris. En 2020, elle est confiée à la La Ferme aux crocodiles à Pierrelatte (Drôme). Elle meurt en juin 2021.
Lors des Jeux olympiques d'été de 2024, une vidéo diffusée à la cérémonie d'ouverture montre un crocodile dans les catacombes, en référence à Eleanor.